# Kepler-1625
Кеплер-1625 — зірка сонячної маси, розташована в сузір'ї Лебедя, на відстані приблизно 8000 світлових років від Сонячної системи. Має 14 зоряну величину. Маса зірки 1,04 Сонячних, і в купі з на 73 % більшим діаметром це дозволяє оцінити її вік як більший за сонячний, а саме — 8,7 (±2,1) млрд років. Біля цієї зорі 2015 року місією Kepler було помічено потенційну екзопланету класу газових гігантів. Вже 2016 року наявність планети було підтверджено з імовірністю >99 %. 2018 року проєкт Hunt for Exomoons with Kepler повідомив, що на основі спостережень телескопа NASA «Kepler» ця екзопланета дає підстави уявляти наявність екзомісяця розміром з Нептун на її орбіті. Подальші спостереження, проведені більшим космічним телескопом «Хаббл», дали сукупні докази існування супутника Kepler-1625bI.